# Nagia leucocelis
Nagia leucocelis là một loài bướm đêm trong họ Noctuidae.